# Нантер (округ)
Нанте́р (фр. Nanterre) — округ (фр. Arrondissement) во Франции, один из округов в регионе Иль-де-Франс (регион). Департамент округа — О-де-Сен. Супрефектура — Нантер.
Население округа на 2006 год составляло 823 566 человек. Плотность населения составляет 10167 чел./км². Площадь округа составляет всего 81 км².